# Plan de Saint-Victor
Le plan de Saint-Victor est un plan de Paris du XVIe siècle. 